# NASCAR Winston Cup de 1987
A Temporada da NASCAR Winston Cup de 1987 foi a 39º edição da Nascar, com 29 etapas disputadas o campeão foi Dale Earnhardt.

## Calendário
| N. | Data   | Corrida                      | Circuito                        | Vencedor        | Segundo         | Terceiro        |
| 1  | 15-feb | Daytona 500                  | Daytona International Speedway  | Bill Elliott    | Benny Parsons   | Richard Petty   |
| 2  | 1-mrt  | Goodwrench 500               | Rockingham Speedway             | Dale Earnhardt  | Ricky Rudd      | Neil Bonnett    |
| 3  | 8-mrt  | Miller High Life 400         | Richmond International Raceway  | Dale Earnhardt  | Geoff Bodine    | Rusty Wallace   |
| 4  | 15-mrt | Motorcraft Quality Parts 500 | Atlanta Motor Speedway          | Ricky Rudd      | Benny Parsons   | Rusty Wallace   |
| 5  | 29-mrt | TranSouth 500                | Darlington Raceway              | Dale Earnhardt  | Bill Elliott    | Richard Petty   |
| 6  | 5-apr  | First Union 400              | North Wilkesboro Speedway       | Dale Earnhardt  | Kyle Petty      | Neil Bonnett    |
| 7  | 12-apr | Valleydale Meats 500         | Bristol Motor Speedway          | Dale Earnhardt  | Richard Petty   | Ricky Rudd      |
| 8  | 26-apr | Sovran Bank 500              | Martinsville Speedway           | Dale Earnhardt  | Rusty Wallace   | Geoff Bodine    |
| 9  | 3-mei  | Winston 500                  | Talladega Superspeedway         | Davey Allison   | Terry Labonte   | Kyle Petty      |
| 10 | 24-mei | Coca-Cola 600                | Charlotte Motor Speedway        | Kyle Petty      | Morgan Shepherd | Lake Speed      |
| 11 | 31-mei | Budweiser 500                | Dover International Speedway    | Davey Allison   | Bill Elliott    | Terry Labonte   |
| 12 | 14-jun | Miller High Life 500         | Pocono Raceway                  | Tim Richmond    | Bill Elliott    | Kyle Petty      |
| 13 | 21-jun | Budweiser 400                | Riverside International Raceway | Tim Richmond    | Ricky Rudd      | Neil Bonnett    |
| 14 | 28-jun | Miller American 400          | Michigan International Speedway | Dale Earnhardt  | Davey Allison   | Kyle Petty      |
| 15 | 4-jul  | Firecracker 400              | Daytona International Speedway  | Bobby Allison   | Buddy Baker     | Dave Marcis     |
| 16 | 19-jul | Summer 500                   | Pocono Raceway                  | Dale Earnhardt  | Alan Kulwicki   | Buddy Baker     |
| 17 | 26-jul | Talladega 500                | Talladega Superspeedway         | Bill Elliott    | Davey Allison   | Dale Earnhardt  |
| 18 | 10-aug | Budweiser At The Glen        | Watkins Glen International      | Rusty Wallace   | Terry Labonte   | Dave Marcis     |
| 19 | 16-aug | Champion Spark Plug 400      | Michigan International Speedway | Bill Elliott    | Dale Earnhardt  | Morgan Shepherd |
| 20 | 22-aug | Busch 500                    | Bristol Motor Speedway          | Dale Earnhardt  | Rusty Wallace   | Ricky Rudd      |
| 21 | 6-sep  | Southern 500                 | Darlington Raceway              | Dale Earnhardt  | Rusty Wallace   | Richard Petty   |
| 22 | 13-sep | Wrangler Jeans Indigo 400    | Richmond International Raceway  | Dale Earnhardt  | Darrell Waltrip | Ricky Rudd      |
| 23 | 20-sep | Delaware 500                 | Dover International Speedway    | Ricky Rudd      | Davey Allison   | Neil Bonnett    |
| 24 | 27-sep | Goody's 500                  | Martinsville Speedway           | Darrell Waltrip | Dale Earnhardt  | Terry Labonte   |
| 25 | 4-okt  | Holly Farms 400              | North Wilkesboro Speedway       | Terry Labonte   | Dale Earnhardt  | Bill Elliott    |
| 26 | 11-okt | Oakwood Homes 500            | Charlotte Motor Speedway        | Bill Elliott    | Bobby Allison   | Sterling Marlin |
| 27 | 25-okt | AC Delco 400                 | Rockingham Speedway             | Bill Elliott    | Dale Earnhardt  | Darrell Waltrip |
| 28 | 8-nov  | Winston Western 500          | Riverside International Raceway | Rusty Wallace   | Benny Parsons   | Kyle Petty      |
| 29 | 22-nov | Atlanta Journal 500          | Atlanta Motor Speedway          | Bill Elliott    | Dale Earnhardt  | Ricky Rudd      |

## Classificação final - Top 10
| 1  | Dale Earnhardt  | 4696 |
| 2  | Bill Elliott    | 4207 |
| 3  | Terry Labonte   | 4007 |
| 4  | Darrell Waltrip | 3911 |
| 5  | Rusty Wallace   | 3818 |
| 6  | Ricky Rudd      | 3742 |
| 7  | Kyle Petty      | 3737 |
| 8  | Richard Petty   | 3708 |
| 9  | Bobby Allison   | 3525 |
| 10 | Ken Schrader    | 3405 |